# 小笨鐘

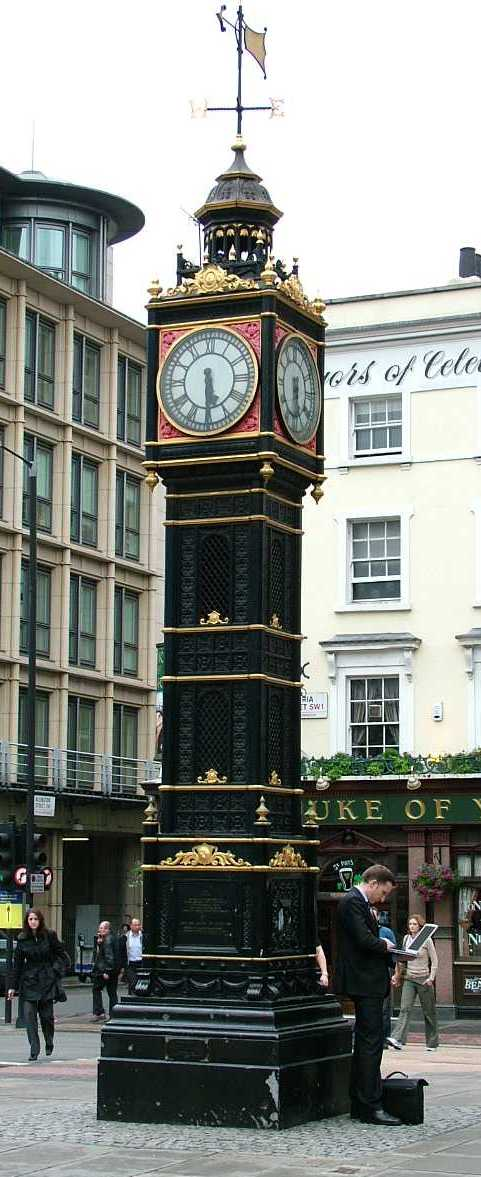
小笨鐘

小本鐘（英語：Little Ben）是一個小型鑄鐵鐘樓，位於英國倫敦威斯敏斯特市沃克斯霍爾橋路和維多利亞街的交匯處，靠近維多利亞車站。小本鐘高9.3公尺，在設計上它模仿了在維多利亞街另一端的威斯敏斯特宮著名鐘樓（俗稱大本鐘）。
小笨鐘建於1892年，1964年一度被拆除，1981年由威斯敏斯特市議會在法國埃爾夫阿奎坦石油公司的資助下再度設立。為了紀念這段歷史，因此小笨鐘在夏天會顯示英國時間，冬天則顯示法國時間。